# 玫瑰圣母 (拉斐尔)
《玫瑰圣母》( 意大利语：Madonna della rosa ) 是一幅意大利文艺复兴时期的画作，布面油画，绘制于1518-1520 年，现藏于西班牙马德里普拉多博物馆。 关于这幅画的作者，尚不能确定是否是拉斐尔，不能排除 朱利奥·罗马诺的参与。玫瑰和下部是后来一位不知名的艺术家所添加。这幅画的另一个版本是木板油画，没有添加玫瑰和下部条纹，属于房地产大亨卢克·布鲁格纳拥有。 2022年这幅画在伦敦国家美术馆展出。